# Тиберий Клавдий Донат
Вижте пояснителната страница за други личности с името Донат.
Тиберий Клавдий Донат (на латински: Tiberius Claudius Donatus; fl. през 430-те г.) е римски граматик, коментатор на Вергилий.
Той е автор на един коментар за Енеида (Interpretationes). Неговото произведение, публикувано през 1438 г., става популярно между 1488 и 1599 г.
Не трябва да се бърка с римския граматик Елий Донат (* 320; † 380), който живее около 50 години по-рано.